# Epistemma
Genre
Epistemma D.V. Field & J.B. Hall est un genre de plantes à fleurs appartenant à la famille des Apocynaceae.

## Liste d'espèces
Selon Catalogue of Life (24 juillet 2017) :
- Epistemma assianum D.V. Field & J.B. Hall
- Epistemma decurrens H. Huber
- Epistemma neuerburgii Eb.Fisch. & Venter
- Epistemma rupestre H. Huber

Selon World Checklist of Selected Plant Families (WCSP) (24 juillet 2017) :
- Epistemma assianum D.V.Field & J.B.Hall (1982)
- Epistemma decurrens H.Huber, Bull. Mus. Natl. Hist. Nat., B (1989 publ. 1990)
- Epistemma neuerburgii Eb.Fisch. & Venter (2011)
- Epistemma rupestre H.Huber, Bull. Mus. Natl. Hist. Nat., B (1989 publ. 1990)

Selon NCBI (24 juillet 2017) :
- Epistemma rupestre

Selon The Plant List (24 juillet 2017) :
- Epistemma assianum D.V.Field & J.B.Hall
- Epistemma decurrens H.Huber
- Epistemma rupestre H.Huber

Selon Tropicos (24 juillet 2017) (Attention liste brute contenant possiblement des synonymes) :
- Epistemma assianum D.V. Field & J.B. Hall
- Epistemma decurrens H. Huber
- Epistemma neuerburgii Eb. Fisch. & Venter
- Epistemma rupestre H. Huber